# Darmstadt Tennis International
Il Darmstadt Tennis International è un torneo professionistico di tennis giocato su campi in terra rossa. Fa parte dell'ITF Women's Circuit. Si gioca annualmente a Darmstadt in Germania.

## Albo d'oro

### Singolare
| Anno | Campionessa     | Finalista          | Punteggio     |
| ---- | --------------- | ------------------ | ------------- |
| 2011 | Mandy Minella   | Karolína Plíšková  | 7–6(7–5), 6–2 |
| 2012 | Laura Siegemund | Anna Schmiedlová   | 7–6(7), 6–3   |
| 2013 | Petra Uberalová | Lena-Marie Hofmann | 7–6(3), 6–4   |

### Doppio
| Anno | Campionesse                            | Finaliste                             | Punteggio        |
| ---- | -------------------------------------- | ------------------------------------- | ---------------- |
| 2011 | Natela Dzalamidze Anna Zaja            | Hana Birnerová Karolína Plíšková      | 7–5, 2–6, [10–6] |
| 2012 | Julia Kimmelmann Antonia Lottner       | Martina Borecká Petra Krejsová        | 6–3, 6–1         |
| 2013 | Alexandra Artamonova Natela Dzalamidze | Christina Shakovets Maša Zec Peškirič | 6–3, 7–6(5)      |